# 霊示気学二穣会
霊示気学二穣会（れいじきがくにじょうかい）は、二穣師女（にじょう しめ）こと平林重美子が主宰していた気学および運命鑑定の会である。単に「二穣会」ということも多い。
1974年頃より会として気学および運命鑑定の活動があったが、1981年 - 1982年頃より「念金浄化」（単に「念金」ともいう。）と称する行為を行うようになった。念金とは、会員から預かった金員を紙幣にして、それを香で浄化するというもので、気学における神聖な行事であり運気を伸ばす効果があるという。当初、念金を行っていたのは、主宰者の元夫（「二穣東輝」と名乗っていた）であり、香により燻製状態になった紙幣（念金）は、主宰者が保管していた。
預かった念金は主宰者が数年間保管した後に返還することになっていた。
ところが、1990年に元夫が念金を持ち逃げしたため、会員からの念金の返還要求に応じることができなくなってしまった。このため、主宰者が確実に返還する意思および能力がないのに、それを秘して新たな念金を集めるという行為を行うようになった。
1990年代末頃から預けた念金が返ってこないトラブルが表面化し、返金を求める民事訴訟も続発し、ワイドショーや週刊誌で取り上げられ始めた。
上記の行為が詐欺罪に問われ、主宰者は2002年に逮捕され、2003年に有罪判決を受けた。
また、女優の佐久間良子が、この会の「広告塔」として話題となった。なお、広告塔になった佐久間良子にも責任があるとして、主宰者と連帯して返金を求める民事訴訟を起こされたこともあるが、広告塔に責任なしという判決が下っている。